# Ulrich Krempel

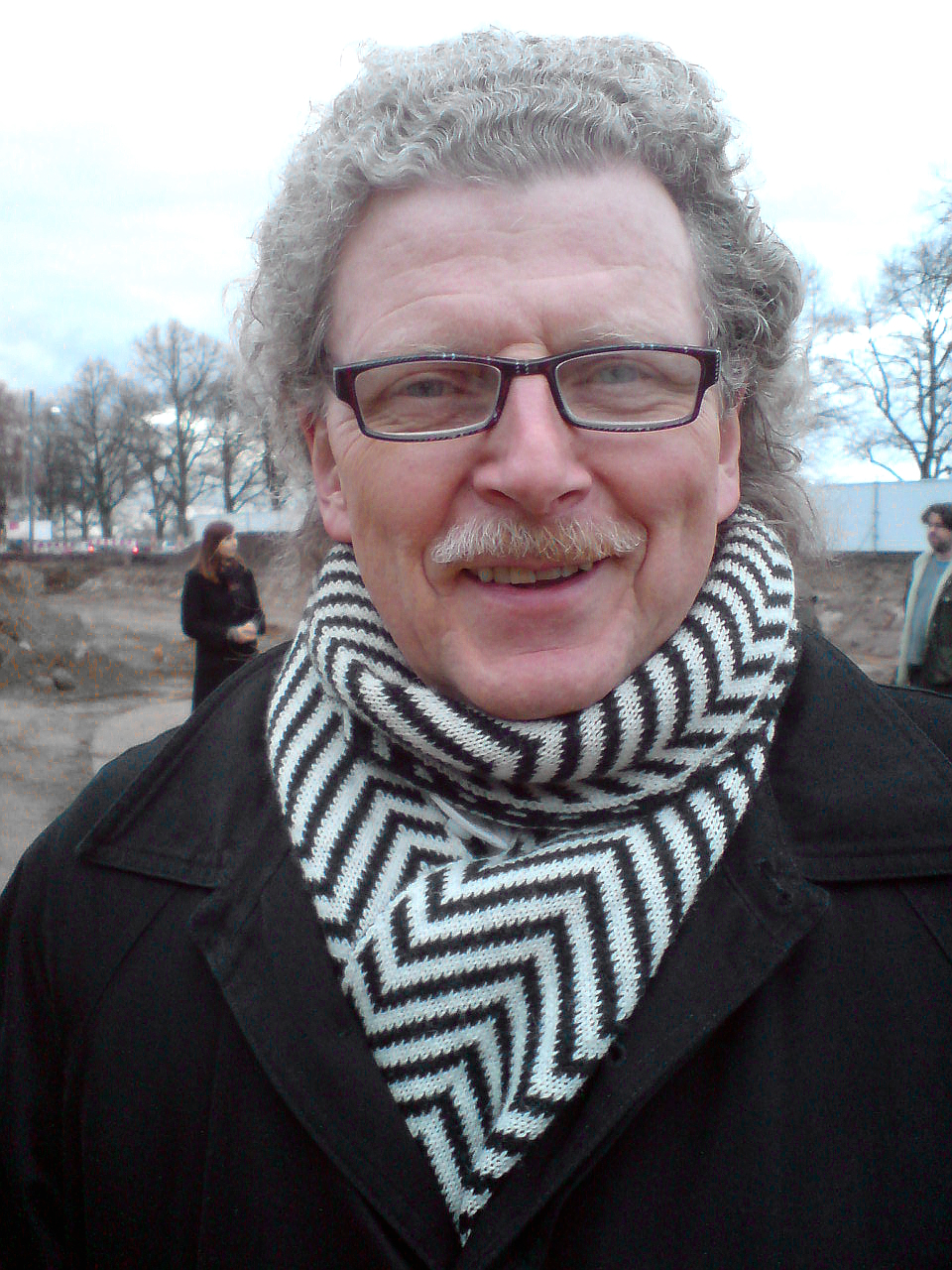
Ulrich Krempel (2012)

Ulrich Krempel (* 26. November 1948 in Rheine) ist ein deutscher Kunsthistoriker, Kurator und Museumsdirektor.

## Leben
Der in Rheine geborene Ulrich Krempel wuchs in Bochum auf, wo er nach Beendigung der schulischen Ausbildung an der Ruhr-Universität  Germanistik, Kunstgeschichte, Philosophie und Publizistik studierte. Während dieser Zeit hielt er sich zudem zu Studienzwecken in Rom auf. 1975 wurde er mit einer Arbeit zur politischen Kunst in Russland im 20. Jahrhundert promoviert. Von 1977 bis 1980 hatte Krempel verschiedene Lehraufträge in Duisburg, Osnabrück, Essen und Kassel. 
1980 wurde er Kurator an der Kunsthalle Düsseldorf. 1986 wechselte er an das Museum Folkwang in Essen, wo er die Ausstellungsabteilung leitete. 1988 wechselte er in gleicher Funktion an die Kunstsammlung Nordrhein-Westfalen in Düsseldorf. Von hier aus ging er im November 1993 nach Hannover, wo er bis zu seinem Ruhestand am 31. Januar 2014 als Direktor des Sprengel Museum wirkte. 2005 gehörte Krempel zu den Mitbegründern des Leipziger Kreises, einem Zusammenschluss von Direktoren deutscher Kunstmuseen.
Ulrich Krempel ist Honorarprofessor an der Hochschule für Bildende Künste Braunschweig und war Gastprofessor an der 
Universität Paris IV-Sorbonne.

## Veröffentlichungen (Auswahl)
- Am Anfang: das Junge Rheinland, zur Kunst- und Zeitgeschichte einer Region; 1918–1945. Ausstellungskatalog Kunsthalle Düsseldorf, Claassen, Düsseldorf 1985, ISBN 3-546-47771-5.
- Figur, Natur: Tony Cragg, Per Kirkeby, Bernd Koberling. Ausstellungskatalog Sprengel-Museum, Hannover 1994, ISBN 3-89169-083-5.
- Bushman art: zeitgenössische Kunst aus dem südlichen Afrika. Ausstellungskatalog Hannover, Arnold, Stuttgart 2002, ISBN 3-89790-176-5.
- Nana power: die Frauen der Niki de Saint Phalle. Nicolai, Berlin 2005, ISBN 3-89479-245-0.
- Nouveau Réalisme: Revolution des Alltäglichen. Ausstellungskatalog Sprengel-Museum, Hannover 2007, ISBN 978-3-89169-205-9.
- Philippe Pasqua. Stiftung Pro Arte Auflage. Hannover 2010 (französisch).
- El Lissitzky - Sophie Lissitzky-Küppers. Von Hannover nach Moskau. Wallstein-Verlag, Göttingen 2015, ISBN 978-3-8353-1778-9.